# I Am Joaquin (película de 1969)
I Am Joaquin es un cortometraje de 1969 de Luis Valdez, un proyecto de su El Teatro Campesino. Está basado en el poema "I Am Joaquin" (Yo Soy Joaquín) de Rodolfo "Corky" Gonzáles, un texto clave del movimiento chicano. 
Esta película es considerada la primera película del movimiento chicano. En el mismo año se rodó también La Raza Nueva (The new People) dirigida por Salvador Treviño y en 1972 Yo Soy Chicano.
En 2010, esta película fue seleccionada para el Registro Nacional de Cine de Estados Unidos por la Biblioteca del Congreso por ser "cultural, histórica o estéticamente significativa". Yo Soy Joaquín fue conservado por el Archivo de Cine de la Academia en 2017.